# Даска
Даска (пенджаб. ڈسکا; урду ڈسکہ) — місто в пакистанській провінції Пенджаб. Місто є столицею техсілу Даска, одного з чотирьох техсілів округу Сіялкот.
Даска посідає 50 місце серед міст Пакистану за кількістю населення і 29 місце серед міст Пенджабу.

## Історія

### XVII—XIXст.
Даска заснована під час правління Шах Джахана і спочатку називалася Шах-Джаханабад, згідно з даними про доходи Великих Моголів. Пізніше місто перейменували на Даску(дас - «десять», кох — одиниця відстані у Моголів), оскільки воно розташовувалося на відстані у 10 кох від Сіялкота, Пасрура, Гуджранвали та Вазірабада. Під час афганського вторгнення Дуррані у XVIII столітті Даску зруйнували, і її жителі мусили шукати притулку в сусідній глиняній фортеці Кот Даска. Пізніше місто знову заселили в епоху сикхів. Даска, захоплена Ранджит Сінґхом у 1802 році, стала частиною Держави Сикхів.

### XXст.
У 1929 році Даска стала місцем індуїстсько-сикхських заворушень, коли сикхи руху Акалі намагалися захопити контроль над Ґурдварою.
У серпні 1947 року 5 тисяч біженців з навколишніх районів зібралися в таборі Даска на два тижні, перш ніж пакистанські військовики відправили їх до кордону з Індією.

## Економіка і географія
Колись техсіл Даска був найбільшим техсілем у Пакистані та вміщав майже 400 сіл.
У Дасці є кілька виробників сільськогосподарської техніки. Будучи оточеним великими промисловими містами, такими як Гуджранвала та Сіялкот, Даска має дуже великий рівень зайнятості. Міська територія Даски становить не більш як 3 кілометри завдовжки, але місту все ще вдається утримувати звання промислового міста, яке робить великий внесок у національну економіку. Племена моголів, кашмірів, раджпутів, араїнів і маліківє помітними в міській місцевості, а кілька племен джатів становлять більшість у сільській місцевості. Через його центр протікає канал Бамбавалі-Раві-Бедіан, що робить навколишню територію родючою та багатою на врожай.